# دنيس باين
دنيس باين (بالإنجليزية: Dennis Payne)‏ هو لاعب كرة قدم أسترالية أسترالي، ولد في 3 سبتمبر 1954.

## وصلات خارجية
- دنيس باين على موقع AustralianFootball.com (الإنجليزية)
- دنيس باين على موقع AFLtables.com (الإنجليزية)